# Ayoub El Khaliqi
 Ayoub El Khaliqi  (sinh ngày 11 tháng 9 năm 1986) là một cầu thủ bóng đá người Maroc, hiện tại thi đấu cho IR Tanger

## Danh hiệu

### Câu lạc bộ
FUS Rabat
- GNF 2: 2008–09
- Cúp Liên đoàn bóng đá châu Phi: 2010
- Moroccan Throne Cup: 2010

Ittihad Tanger
- Botola: 2017–18